# Erdmann II. von Promnitz

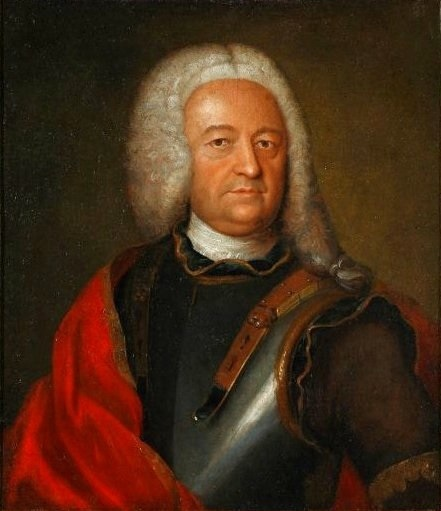
Erdmann II. von Promnitz

Erdmann II. Reichsgraf von Promnitz (* 22. August 1683 in Sorau, Markgraftum Niederlausitz; † 7. September 1745 in Waldschloss bei Sorau) war freier Standesherr zu Pleß im Fürstentum Pleß in Schlesien sowie Herr von Sorau und Triebel in der Niederlausitz. Er war Geheimer Rat und Kabinettsminister der sächsischen Kurfürsten August der Starke und Friedrich August II. An seinem Hof war Georg Philipp Telemann von 1705 bis 1708 Hofkapellmeister.

## Leben

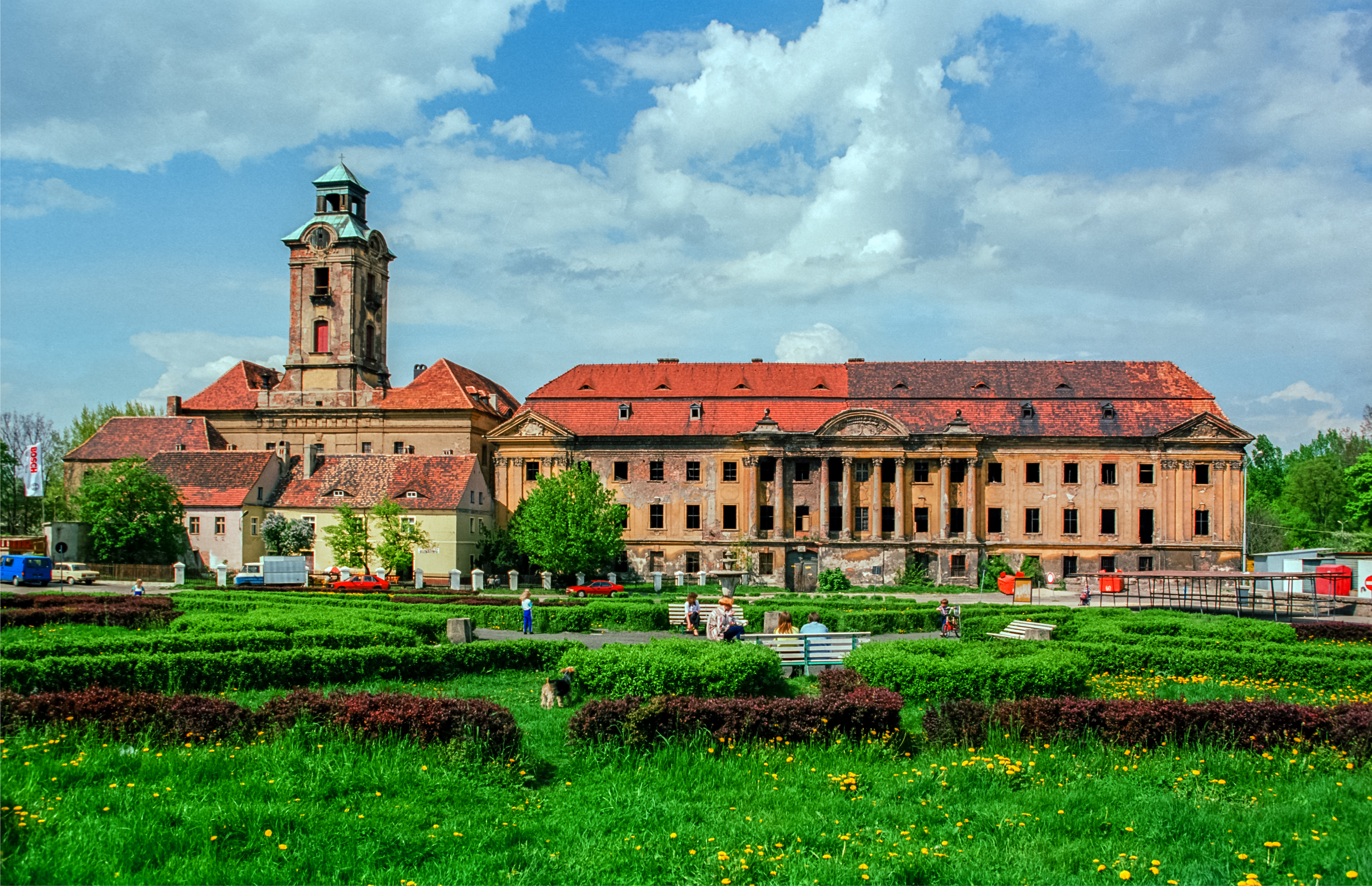
Burg (links) und Schloss Sorau

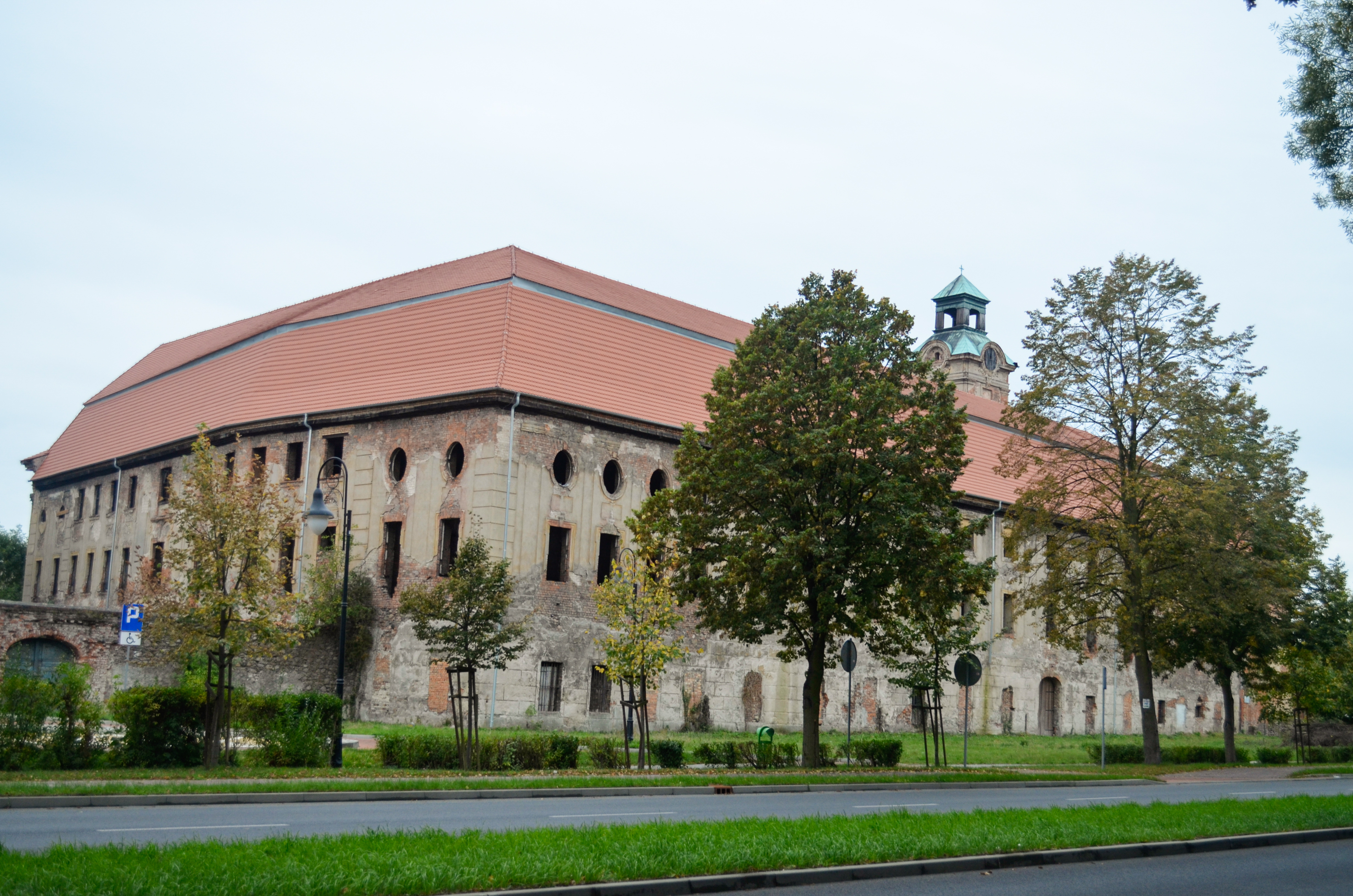
Promnitz-Schloss

Erdmann II. entstammte der Ehe von Balthasar Erdmann Graf von Promnitz mit Emilie Agnes Gräfin von Reuß zu Schleiz (1667–1729). 1703 übernahm er die Herrschaften seines verstorbenen Vaters. Zu dieser Zeit war er bereits am Hofe Augusts des Starken als Geheimer Rat tätig.
1705 heiratete Erdmann Anna Maria von Sachsen-Weißenfels, die Tochter des Herzogs Johann Adolf I. von Sachsen-Weißenfels und verband sich damit mit dem Hochadel. Zur Hochzeit kam auch August der Starke nach Sorau. Neuer Hofkapellmeister wurde in diesem Jahr der Georg Philipp Telemann, als Nachfolger von Wolfgang Caspar Printz.
Erdmann richtete einen aufwändigen Hofstaat mit Kammerdienern und -fräulein, einer Garde usw. ein. 1710 begann er einen barocken Schlossneubau neben dem alten Schloss. Es entstanden eine neue Regierungskanzlei, ein Marstall, eine Reitbahn, ein Lusthaus, Kavaliershäuser, ein Jagdschloss und ein Barockgarten. Daneben verbesserte er das Schulwesen und übernahm den Unterhalt der Schulen und die Lehrerbesoldung.
1745 wurde er von kaiserlichen Husaren getötet.

## Familie
1705 heiratete er Anna Maria von Sachsen-Weißenfels (* 17. Juni 1683 in Weißenfels; † 16. März 1731 in Sorau), die Tochter des Herzogs Johann Adolf I. von Sachsen-Weißenfels und Urenkelin von Kurfürst Johann Georg I. von Sachsen. Das Paar hatte folgende Kinder:
- Christine Johanna Emilie (* 15. September 1708; † 20. Februar 1732) ⚭ 1726 August Ludwig von Anhalt-Köthen (* 9. Juni 1697; † 6. August 1755)
- Anna Friederike (* 30. Mai 1711; † 31. März 1750) ⚭ 1732 August Ludwig von Anhalt-Köthen (Witwer ihrer älteren Schwester)
- Johanna Sophia (1713–1713)
- Balthasar Erdmann (1715–1715)
- Marie Elisabeth (* 24. Oktober 1717; † 20. Juli 1741) ⚭ Heinrich Ernst zu Stolberg-Wernigerode (1716–1778)
- Johann Erdmann (* 2. Februar 1719; † 4. Juli 1785), freier Standesherr zu Pleß, Herr von Sorau, Triebel und Naumburg am Bober, ⚭ Karoline von Schönaich-Carolath (* 20. Juni 1727; † 18. Dezember 1762)
- Agnes Sophie (* 14. Mai 1720; † 2. August 1791) ⚭ Heinrich XXVIII. Reuß zu Ebersdorf (* 30. August 1726; † 10. Mai 1797), Sohn des Grafen Heinrich XXIX. Reuß zu Ebersdorf

In zweiter Ehe heiratete er Henriette Eleonore (* 1. Januar 1706; † 7. April 1762), die Tochter Heinrich XV. Reuß zu Lobensteins (1674–1739). Dieser Ehe entstammte
- Seyfried von Promnitz zu Drehna (* 22. Mai 1734; † 27. Februar 1760), Herr von Klitschdorf, Wehrau, Drehna und auf Vetschau, ⚭ Wilhelmine Louise Constantia (* 15. Juli 1733; † 18. Februar 1766), Tochter des Grafen und Edlen Herren Friedrich Karl August zu Lippe-Biesterfeld.